# Moderne Kunst (Zeitschrift)
Die Moderne Kunst war laut ihrem Untertitel eine illustrierte Zeitschrift und erschien von 1887 bis 1913/1914 teils 14-täglich, teils monatlich geheftet im Verlag von Richard Bong in Berlin.

## Geschichte, Beschreibung

Prägedruck-Prachteinband 1909
Kgl. Bayer. Hof-Buchbinderei Hübel & Denck

Die reich mit Holzstichen bebilderten Hefte wurden jahrgangsweise zu Bänden zusammengefasst, deren Titelblätter den Inhalt anpriesen, teils unter dem Titel Moderne Kunst in Meister-Holzschnitten, teils mit der Titel-Ergänzung […] nach Gemälden und Skulpturen berühmter Meister der Gegenwart.
Das Periodikum erschien ursprünglich in der von E. Domini 1887 gegründeten Berliner Verlags-Comptoir A.-G., ging dann in die Bazar-Actien-Gesellschaft über und wurde am 1. Februar 1888 von dem Xylographen und Verleger Richard Bong (14. November 1853–17. März 1935) übernommen. Unter Bong stieg die Anzahl der Abonnenten von 1357 im Jahr 1888 auf rund 102.000 im 11. Jahrgang.
Die gebundenen, teils als rara geltenden Jahrgänge waren teils in Prunk-Einbänden mit goldfarbenem Prägedruck der Buchbinderei Hübel & Denck zu erhalten. Während der Textdruck der Zeitschrift durch H. S. Hermann in Berlin erfolgte, besorgte der Berliner Hofbuchdrucker Julius Sittenfeld den Druck der Vollbilderbogen.

## Ausgaben
- Moderne Kunst: illustrierte Zeitschrift. Band 1, 2 und 9. Richard Bong, ISSN 2568-7662, doi:10.11588/DIGLIT.32111.
- Moderne Kunst: illustrierte Zeitschrift. Band 9, 14, 15, 26–28. Richard Bong, ISSN 2568-7662, doi:10.11588/DIGLIT.19626.